# دبیرخانه بخش اودونووارا
دبیرخانه بخش اودونووارا (به لاتین: Udunuwara Divisional Secretariat) یک منطقهٔ مسکونی در سری‌لانکا است که در ناحیه کندی واقع شده‌است.